# Escuts i banderes de la Garrotxa
Els escuts i banderes de la Garrotxa són el conjunt de símbols que representen els municipis d'aquesta comarca.
En aquest article s'hi inclouen els escuts i les banderes oficialitzats per la Generalitat des del 1981 per la conselleria de Governació, que en té la competència.
Habitualment els diferents consells comarcals han creat, a fi de representar la comarca, algun escut oficial o oficiós. En el cas de la Garrotxa això no ha estat així.
No tenen escut ni bandera oficial els municipis de Maià de Montcal, Olot i les Planes d'Hostoles. Tenen escut oficial però no bandera els municipis de les Preses, Riudaura, Sales de Llierca, Sant Joan les Fonts, Tortellà i la Vall d'en Bas.

## Escuts oficials

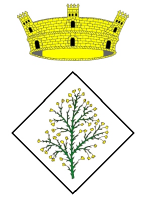
Argelaguer Aprovat el 25 de novembre de 1991.
Besalú Aprovat el aprovat el 7 de juny de 1989.[2]
Beuda Aprovat el 6 de maig de 2009.[3]
Castellfollit de la Roca Aprovat el 23 de novembre de 1987.[4]
Mieres Aprovat el 24 de gener de 1996.[5]
Montagut i Oix Aprovat el 6 de novembre de 1986.[6]
les Preses Aprovat el 13 de maig del 2003.[7]
Riudaura Aprovat el 16 d'octubre del 2003.[8]
Sales de Llierca Aprovat el 9 d'octubre de 1992.[9]
Sant Aniol de Finestres Aprovat el 13 d'octubre de 1988.[10]
Sant Feliu de Pallerols Aprovat el 17 de març del 2000.[11]
Sant Ferriol Aprovat el 26 de juny del 2002.[12]
Sant Jaume de Llierca Aprovat el 18 de desembre del 1986.[13]
Sant Joan les Fonts Aprovat el 28 de març de 2006.[14]
Santa Pau Aprovat el 7 de maig de 2009.[15]
Tortellà Aprovat el 25 de juliol de 1990.[16]
la Vall de Bianya Aprovat el 29 de desembre del 2015.[17]
la Vall d'en Bas Aprovat el 26 d'octubre del 1987.[18]

### Propostes d'escuts oficials (conegudes)

Olot Proposat l'any 1990 per la Generalitat de Catalunya.[19]

## Banderes oficials

Argelaguer publicada en el DOGC el 18 de febrer de 2004.[20]
Besalú publicada en el DOGC el 31 de maig de 1995.[21]
Beuda Publicada al DOGC el 3 de maig de 2010.[22]
Castellfollit de la Roca Publicada al DOGC el 24 de novembre de 1998.[23]
Mieres Publicada al DOGC el 24 de juliol de 1998.[24]
Montagut i Oix Publicada al DOGC el 14 de novembre del 2005.[25]
Sant Aniol de Finestres Publicada al DOGC el 16 de novembre de 1998.[26]
Sant Feliu de Pallerols publicat en el DOGC el 17 de març de 2006.[27]
Sant Ferriol publicat en el DOGC el 6 de juny de 2003.[28]
Sant Jaume de Llierca Publicada al DOGC el 29 de setembre del 2005.[29]
Santa Pau Publicada al DOGC el 24 de gener del 2012.[30]
la Vall de Bianya Publicada al DOGC el 2 de març de 2017.[31]

### Propostes de banderes oficials (conegudes)

Tortellà proposada per la SCGHSVN[32]